# ورتش‌آچا
وِرتِش‌آچا (به مجاری:  Vértesacsa) یک شهرداری در مجارستان است. ورتش‌آچا ۳۶٫۱۹ کیلومتر مربع مساحت و ۱٬۷۸۳ نفر جمعیت دارد.